# Johann Viktor Kirsch

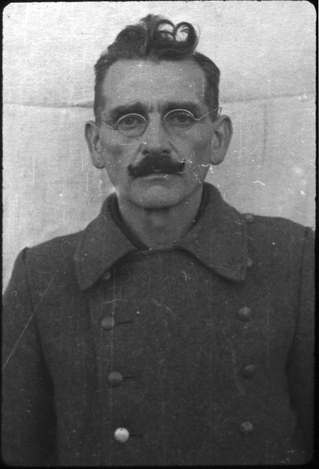
Johann Viktor Kirsch in amerikanischer Internierung. Aufnahme von 1945.

Johann Viktor Kirsch (* 15. Februar 1891 in Marpingen; † 28. Mai 1946 in Landsberg am Lech) war ein deutscher SS-Hauptscharführer und als Lagerleiter von Außenlagern des KZ Dachau eingesetzt.
Kirsch, verheiratet, war Soldat im Ersten Weltkrieg. Die Mitgliedsliste der NSDAP-Ortsgruppe Marpingen führt ihn mit Eintrittsdatum 1. Mai 1933, Mitgliedsnummer 2.709.826 und den Berufsangaben Steinbrecher und Wehrmachtsangehöriger. Im Zweiten Weltkrieg wurde er 1942 zur Wehrmacht und im Sommer 1944 zur Waffen-SS eingezogen. Nach einer dreiwöchigen Ausbildung im KZ Auschwitz wurde er zum 6. August 1944 in das KZ Dachau versetzt und von dort am 16. August 1944 als Lagerführer zum Aufbau des Dachauer KZ-Außenlagers Kaufering I – Landsberg eingesetzt.  Anfang Januar 1945 wurde er Kommandoführer in Mittergars, einem Außenlager des Dachauer KZ-Außenlagerkomplexes Mühldorf. Mitte April 1945 kehrte er in das KZ Dachau zurück und begleitete einen Evakuierungsmarsch in Richtung Bayrischzell, von wo er sich mit anderen SS-Männern Anfang Mai 1945 bei Tegernsee absetzte. Kurze Zeit später wurde er bei Miesbach verhaftet.
Am 15. November 1945 wurde Kirsch im Dachau-Hauptprozess, der im Rahmen der Dachauer Prozesse stattfand, als Kriegsverbrecher von einem US-amerikanischen Militärgericht angeklagt und am 13. Dezember 1945 mit 35 weiteren Mitangeklagten zum Tod durch den Strang verurteilt. Beim Urteil wurden als individuelle Exzesstaten bei Kirsch die schwere Misshandlung mit Todesfolge, unter anderem auch durch Schlagen der Häftlinge mittels einer Eisenstange sowie die Trennung von Kindern und Eltern im Rahmen der „Kinderaktion“ in Kaufering, berücksichtigt. Das Urteil wurde am 28. Mai 1946 im Kriegsverbrechergefängnis Landsberg vollstreckt.